# Rudolf Schlechter
Friedrich Richard Rudolf Schlechter (16 tháng 10 năm 1872 - 16 tháng 11 năm 1925) là một nhà phân loại học, thực vật học người Đức và là tác giả một số công trình về phong lan.
Ông đã thực hiện nhiều chuyến thám hiểm để nghiên cứu các loài thực vật ở châu Phi, Indonesia, New Guinea, Nam Mỹ, Trung Mỹ và Úc.